# 天野実咲
天野 実咲（あまの みさき、1985年4月22日 - ）は、岐阜県出身の女子サッカー選手、サッカー指導者。フォルトゥナ・デュッセルドルフ・フラウエン所属。元サッカー日本女子代表。ポジションはゴールキーパー。

## 来歴
7歳の時に地元チームでサッカーを始め、中学時代は中学校の男子サッカー部と社会人女子サッカーチームでプレー。常盤木学園高等学校サッカー部を経て、早稲田大学ア式蹴球部女子所属時にゴールキーパーに転向した。早稲田大学在籍時の2007年にはJFAにより同年に制度化された女子特別指定選手として日本女子サッカーリーグ（なでしこリーグ）1部の浦和レッズレディースでもプレー
。また2007 FIFA女子ワールドカップに臨むサッカー日本女子代表に選出された。大会では福元美穂が全3試合に出場し、天野の試合機会は無かった。
2008年3月に早稲田大学スポーツ科学部を卒業後、東京電力女子サッカー部マリーゼに入団。しかし、2011年開幕前に福島第一原子力発電所事故により、クラブは活動休止となった。2012年、マリーゼの選手の受け皿として創設されたベガルタ仙台レディースに移籍。2013年のシーズン終了後に引退した。
引退後は一度ピッチを離れた後、現場に関わりたい思いから指導者に転身。2016年から十文字学園女子大学サッカー部にてGKコーチとして活動し、2017年はチャレンジリーグ初参戦となるFC十文字VENTUSを中心に同ジュニアユースから高校、大学まで幅広い年代の指導に携わり同年の十文字高校の高校選手権初優勝にも貢献。2018年から2020年にかけて東京国際大学女子サッカー部にてGKコーチを務めた。
2022年10月には日本女子プロサッカーリーグ (WEリーグ) ・三菱重工浦和レッズレディースのGKアシスタントコーチに就任し、選手も兼務。2023年2月に退任した。
2023年6月よりドイツにてフォルトゥナ・デュッセルドルフが2023-24シーズンに新たに立ち上げる女子チームにスタッフとして加わり、選手を兼務する。

## 個人成績
| 国内大会個人成績 | 国内大会個人成績 | 国内大会個人成績 | 国内大会個人成績 | 国内大会個人成績 | 国内大会個人成績 | 国内大会個人成績 | 国内大会個人成績 | 国内大会個人成績 | 国内大会個人成績 | 国内大会個人成績 | 国内大会個人成績 |
| 年度             | クラブ           | 背番号           | リーグ           | リーグ戦         | リーグ戦         | リーグ杯         | リーグ杯         | オープン杯       | オープン杯       | 期間通算         | 期間通算         |
| 年度             | クラブ           | 背番号           | リーグ           | 出場             | 得点             | 出場             | 得点             | 出場             | 得点             | 出場             | 得点             |
| 日本             | 日本             | 日本             | 日本             | リーグ戦         | リーグ戦         | リーグ杯         | リーグ杯         | 皇后杯           | 皇后杯           | 期間通算         | 期間通算         |
| ---------------- | ---------------- | ---------------- | ---------------- | ---------------- | ---------------- | ---------------- | ---------------- | ---------------- | ---------------- | ---------------- | ---------------- |
| 2022-23          | 浦和             | 33               | WE               | 0                | 0                | 0                | 0                |                  |                  |                  |                  |
| 通算             | 日本             | 日本             | WE               | 0                | 0                | 0                | 0                |                  |                  |                  |                  |
| 総通算           | 総通算           | 総通算           | 総通算           | 0                | 0                | 0                | 0                |                  |                  |                  |                  |

## 代表歴

### 出場大会など
- 2007 FIFA女子ワールドカップ
- 2007年 第24回ユニバーシアード競技大会 バンコク大会

## 指導歴
- 2016年3月 - 2018年1月 十文字学園女子大学サッカー部 GKコーチ
  - 2017年 FC十文字VENTUS GKコーチ
- 2018年2月 - 2021年1月 東京国際大学女子サッカー部 GKコーチ
- 2022年10月 - 2023年2月 三菱重工浦和レッズレディース GKアシスタントコーチ（選手兼務）
- 2023年6月 -  フォルトゥナ・デュッセルドルフ・フラウエン （選手兼務）